# قاي سميث (سائق سيارة سباق)
قاي سميث (بالإنجليزية: Guy Smith)‏ هو سائق سيارة سباق بريطاني، ولد في 12 سبتمبر 1974 في Beverley ‏ في المملكة المتحدة.

## وصلات خارجية
- قاي سميث على موقع Racing-Reference.info (الإنجليزية)
- قاي سميث على موقع DriverDB.com (الإنجليزية)
- قاي سميث على موقع eWRC-results.com (الإنجليزية)

- الموقع الرسمي